# Луни (Тверская область)
Луни — деревня в Оленинском муниципальном округе Тверской области.

## География
Находится в юго-западной части Тверской области на расстоянии приблизительно 9 км на северо-запад по прямой от административного центра округа поселка Оленино.

## История
В 1859 году здесь (тогда деревня Ржевского уезда Тверской губернии) было учтено 12 дворов, в 1939 — 33. До 2019 года входила в состав ныне упразднённого Мостовского сельского поселения.

## Население
Численность населения: 105 человек (1859 год), 12 (русские 100 %) в 2002 году, 14 в 2010.